# Empoasca simbava
Empoasca simbava är en insektsart som beskrevs av Irena Dworakowska 1981. Empoasca simbava ingår i släktet Empoasca och familjen dvärgstritar. Inga underarter finns listade i Catalogue of Life.